# Retablo mayor de la Iglesia de Nuestra Señora de la Asunción (Velilla)
El retablo mayor de la Iglesia de Nuestra Señora de la Asunción es una obra realizada entre 1613 y 1617 por Pedro de la Cuadra. Está ubicado en la Iglesia de Nuestra Señora de la Asunción de Velilla, en Valladolid (Castilla y León, España).

## Historia
Gracias a los libros de fábrica se conoce que la ejecución del retablo corresponde a Pedro de la Cuadra, quien no obstante encargó probablemente la arquitectura a otro maestro vallisoletano. Concertada en 1613, la obra tuvo un coste de 8205 reales y consta instalada en 1617, si bien la policromía no fue comisionada hasta más de veinte años después, en 1640, correspondiendo esta tarea a Francisco Martínez; en el contrato, hecho público por Esteban García Chico, figura que la pintura supuso un desembolso de 10 000 reales, casi 2000 reales más que las labores de escultura y esamblaje juntas, terminando Martínez de cobrar la suma total en 1645.: p. 265  De acuerdo con los libros de cuentas de la iglesia desde 1603 hasta 1650, en 1613 se produjo la visita del obispo de Valladolid Juan Vigil de Quiñones: «Otrosi dio licencia su señoría a los que devoción de ayudar a la obra y retablo de la iglesia quisieren trabajar las fiestas y domingos después de haber oido misa, y lo puedan hacer por este año». En 1614 figura una anotación contable de «mil reales que dio a Pedro de la Quadra, vecino de Valladolid, a quenta del retablo qu'está obligado hacer para la dicha iglesia», y otra de «tres mil y quatrocientos y veinte y seis reales que pagó a Pedro de la Cuadra, escultor, vecino de Valladolid, por el retablo que el susodicho hace del altar mayor de la iglesia del dicho lugar». Tres años después, en 1617, hay constancia de que el retablo fue trasladado a la iglesia: «Traxose el retablo de la dicha iglesia de la ciudad de Valladolid. Dos pagos a Pedro de la Cuadra por el retablo, uno de dos mil trescientos sesenta y dos y otro de mil ciento cincuenta».: p. 266  En 1618 aparece documentada la carta de pago al escultor: 

En el lugar de Velilla, a once días del mes de junio de mil y seiscientos y diez y ocho anos, ante mí el presente escribano y testigos infrascriptos, pareció presente Pedro de la Quadra, escultor, vecino de la ciudad de Valladolid, y dixo que confesaba y confesó aver recibido de la iglesia de Santa María del dicho lugar... ocho mil doscientos y cinco reales en que se obligó de hacer el retablo de la capilla mayor, que tiene asentado y perfectamente acabado y puesto en la dicha capilla mayor.: p. 266 

En 1640 existen varias partidas de descargo a favor del maestro cantero Juan de Arce, quien se encontraba efectuando la obra de la iglesia, encargándose ese mismo año Pedro Reinaltos de labrar la portada del templo. De 1640 data precisamente un pago de 198 000 maravedís al dorador Francisco Martínez «a quenta de lo que se le ha de pagar por dorar el retablo», mientras que en 1641 figura un asiento de «doscientos reales que se pagaron a Francisco Martínez a quenta de dorar el retablo». Tres años después, en 1644, consta un pago de «dos mil y dos maravedís a Francisco Martínez, de dorar el retablo de la iglesia», quedando plasmado en 1645 una entrega de «cincuenta y nueve mil y quinientos maravedís... a Francisco Martínez, dorador, vecino de Valladolid, con los quales y con ducientos y
reales que se le baxaron por no haber dorado la custodia, se le acabó de pagar
los diez mil reales que tena concertado por dorar el retablo de la dicha iglesia».: p. 266 

## Descripción
El retablo, de estilo romanista (predominante en el Valladolid de comienzos del siglo xvii), resulta muy similar a los retablos mayores vallisoletanos del Convento de San Felipe de la Penitencia (desaparecido tras su desmantelamiento en la década de 1960) y del Convento de Porta Coeli. Emplazado en el trasaltar, consta de banco, un cuerpo con tres calles y ático. Las calles de los extremos, flanqueadas cada una por dos columnas acanaladas con estrías en vertical y coronadas por capiteles de orden corintio, cuentan con dos hornacinas, una encima de otra, cerradas con bóveda de horno las cuales cobijan tallas de bulto redondo: las inferiores poseen imágenes de San Pedro y San Pablo a izquierda y derecha, mientras que las superiores exhiben tallas de San Lucas y San Marcos también a izquierda y derecha, todas ellas fácilmente identificables por sus atributos (San Pedro por portar unas llaves, San Pablo por lucir una espada, San Lucas por tener un toro a sus pies y San Marcos por contar con un león igualmente a sus pies). El ático, separado del cuerpo por un entablamento quebrado, se halla ornamentado con un Calvario cercado con pilares idénticos a los presentes en el cuerpo sobre los que se sustenta un frontón triangular, hallándose en los extremos imágenes de bulto redondo de San Francisco de Asís a la izquierda y San Antonio de Padua a la derecha.: p. 265 
La talla de mayor importancia del conjunto es la monumental imagen de bulto redondo de la Virgen de la Asunción emplazada en la calle central. María figura en actitud de subir al cielo rodeada de seis ángeles que revolotean a su alrededor; los dos de la zona inferior aparecen tocando instrumentos de cuerda, los dos del medio sujetan sus vestiduras como si tratasen de ayudarla a ascender, y los dos de la parte superior sostienen una corona, estando la Virgen apoyada en un escabel compuesto por una nube con cinco cabezas angelicales. Para la elaboración de esta talla de la Cuadra, conocido por copiar obras de Gregorio Fernández, replicó de forma evidente la Asunción realizada por el escultor gallego en 1613 para el retablo mayor del Monasterio de las Huelgas Reales de Valladolid,: p. 265  guardando la talla importantes semejanzas con la Asunción creada entre 1610 y 1614 por Fernández o su taller para el retablo mayor de la Catedral de Miranda de Duero. Tanto la talla de San Pedro como la de San Pablo replican igualmente modelos fernandinos, presentando una mera evolución en los pliegues de los paños y estando ambas basadas en las imágenes homónimas del desaparecido retablo concertado por el propio Fernández en 1606 para la Iglesia de San Miguel de Valladolid,: p. 215  si bien el historiador del arte Juan José Martín González califica de «mediocres» todas las tallas a excepción de la imagen titular, además de acusar a de la Cuadra de repetir «los estereotipados rostros de ojos saltones del maestro», aunque define la obra en su conjunto como «apreciable».: p. 266 

## Legado
El retablo mayor de la Iglesia de Nuestra Señora de la Asunción constituye una de las obras más importantes de Pedro de la Cuadra junto con los retablos mayores del Hospital de Simón Ruiz de Medina del Campo (1597) y de la Iglesia del Salvador de Valladolid (1603). La imagen de la Asunción es así mismo considerada por Martín González como una de las «buenas piezas de Cuadra».: p. 266 